# Герб Пруссії
Держава Пруссія виникла з держави Тевтонського ордену. Оригінальним прапором Тевтонського ордену був чорний хрест на білому прапорі. Імператор Фрідріх II у 1229 році надав їм право використовувати чорного орла Священної Римської імперії. Цей «прусський орел» залишався гербом наступних прусських держав до 1947 року.

## Пізньосередньовічна та ранньомодерна Пруссія

Імператорський орел у гербі великого магістра Тевтонського ордену (XIII ст.)
Герб королівської Пруссії. З 1772 року герб Західної Пруссії
Герб Прусського герцогства (1525 –1633) з літерою «S» від Сигізмунда І Старого
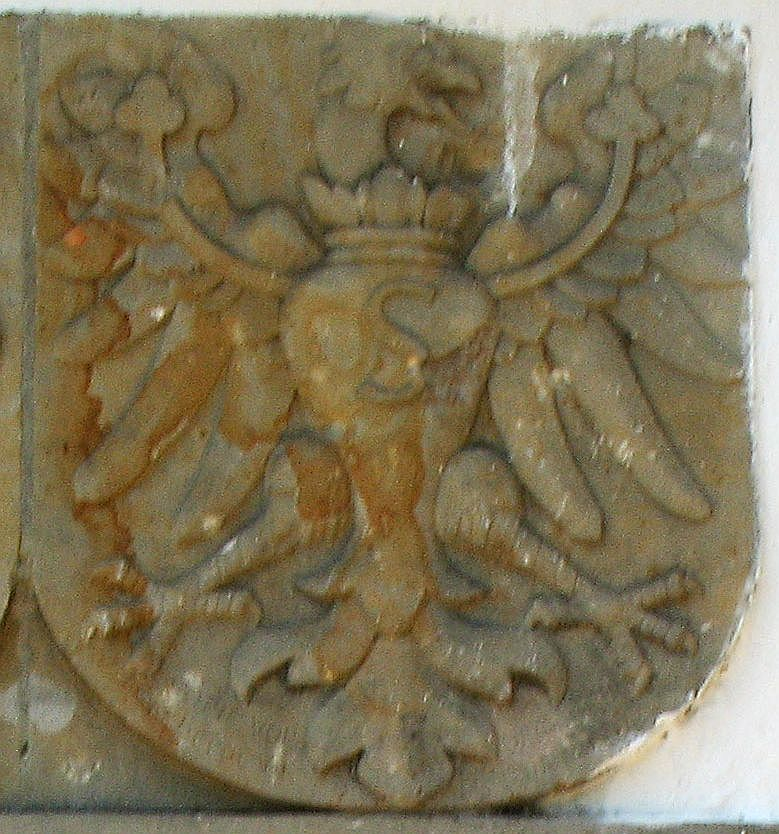
Герб герцогства Пруссія (Східна Пруссія) з 1545 року

## Прусське королівство

Малий герб князя-курфюрста Бранденбурзького в 1686 році
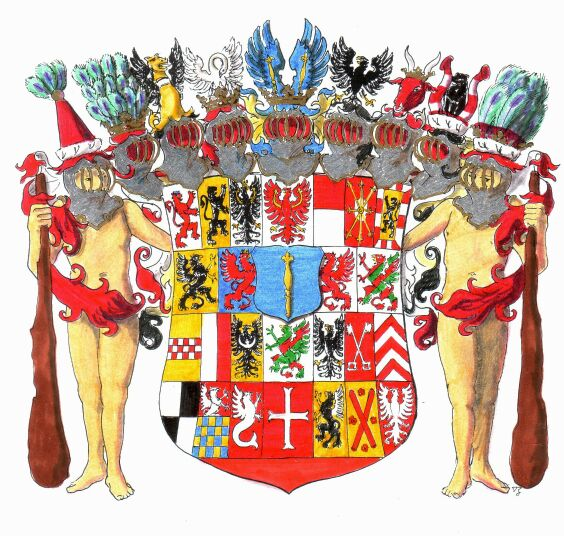
Герб князя-курфюрста Бранденбурзького 1686 року
Прусський герб 1702 року
Королівський герб за гравюрою на дереві 1709 року

27 січня 1701 року король Фрідріх I змінив свою гербову посаду князя-курфюрста Бранденбурга. Старі герби курфюрстів Бранденбурга зображували червоного орла на білому тлі. Відтепер прусський орел, тепер уже королівський і з написом «FR» (Fridericus Rex, «Король Фрідріх») на грудях, був розміщений у гербі на щиті з 25 чвертями замість курфюрського скіпетра. Усі шоломи дали місце одній королівській короні.
Дикі люди — фігури з німецької та кельтської міфології, що представляють «Володаря звірів» або «Зеленого людини», — які тримали герб Пруссії, ймовірно, взяті з герба Померанії чи Данії. Їх також можна знайти як прихильників гербів Брауншвейгу, Кенігсберга та нідерландських міст Анло, Бейлен, Берген-оп-Зом, Ґреде, Гавелте, Гертогенбос, Остергесселен, Слен, Снек, Вріс і Зюйдволде. Дикий чоловік і дика жінка тримають щит князівства Шварцбург в Тюрінгії та міста Антверпена з початку XVI століття. Двоє диких чоловіків і дика жінка були включені до печатки Берген-оп-Зом з 1365 року.
Указом від 11 лютого 1701 р. на прусський герб помістили корону. Король наказав розмістити все в королівському павільйоні за зразком Франції та Данії.
Коли Вільгельм III, принц Оранський і король Англії, помер 19 березня 1702 року, король наказав помістити на його щит герб князівства. Це мало підтримати його претензії як генерального спадкоємця, хоча фризька гілка дому Оранських-Нассау також претендувала на це.
У 1708 році Фредерік оголосив, що він передасть територію герцогів Мекленбурзьких прусському гербу, щоб підкреслити свої права на Мекленбург-Шверін і Мекленбург-Стреліц, якщо їхні герцогські лінії вимруть. Хоча Мекленбург-Стреліц протестував, імператор Йозеф I Габсбург дав Фрідріху дозвіл у жовтні 1712 року. Цей дизайн двічі офіційно змінювався, але з тих пір принципово не змінювався.
Виборчий скіпетр мав свій щит під виборчим ковпаком. Навколо щита з 36 чвертями (включаючи Вере-Вліссінген і Бреду) з'явився Орден Чорного Орла з коронованим шоломом на вершині. Дикі люди тримали прапори Пруссії та Бранденбурга, а за павільйоном піднявся прусський прапор за прикладом французької Oriflamme. На постаменті з'явився девіз Gott mit uns («З нами Бог»).
Уже під час правління Фрідріха I існує помітна різниця між «готичним» зображенням прусського орла в гербі та більш природно зображеним і часто літаючим орлом на більшості монет і військових штандартах.

Герб Прусського королівства
Малий герб 1790 року
Середній герб 1873 року
Великий герб Пруссії, бл. 1873 року
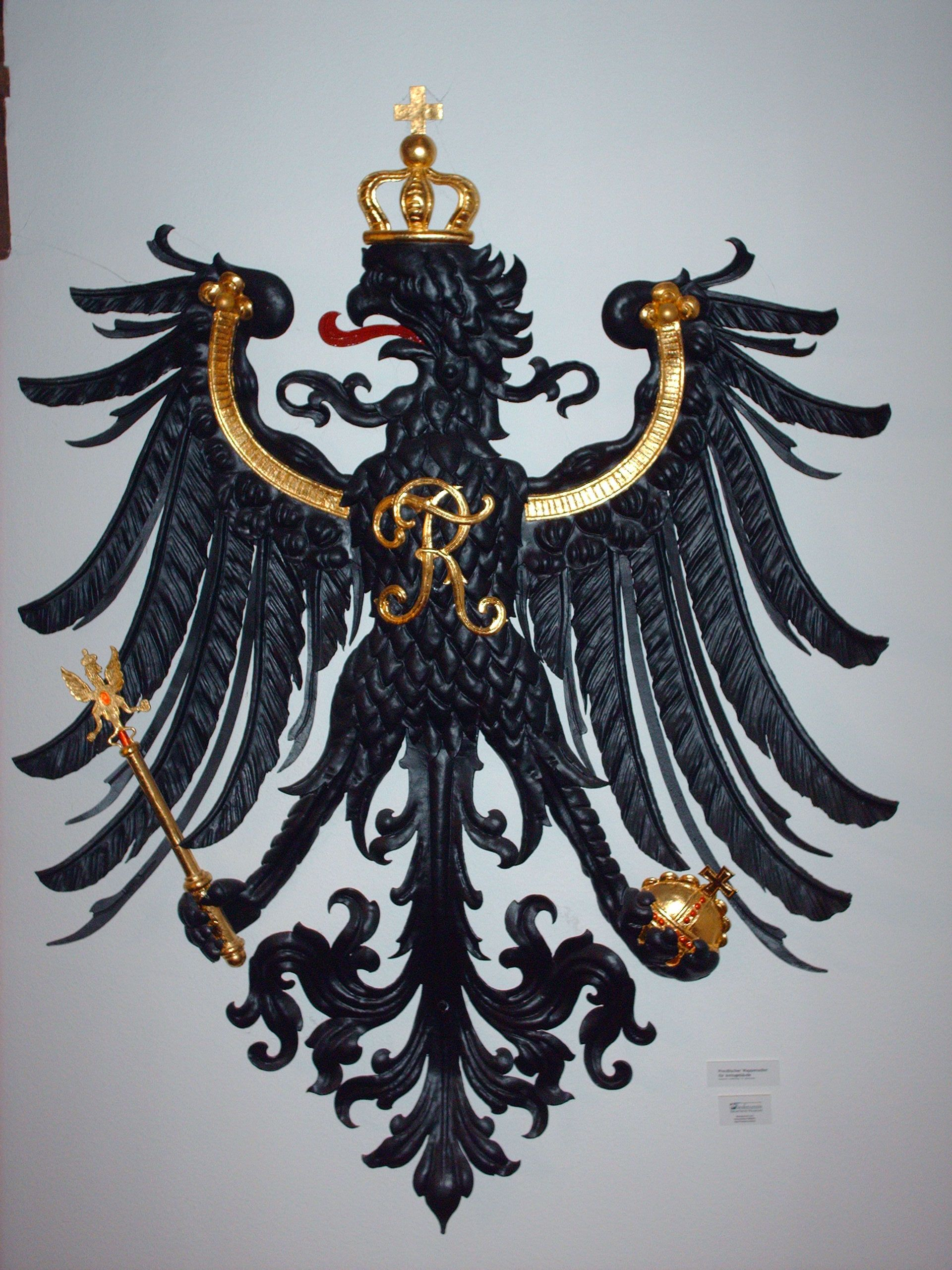
Герб Пруссії 1815 року

Фрідріх-Вільгельм I услід за своїм батьком посів трон 25 лютого 1713 року. За словами Штреля, він дав орлу скіпетр і кулю. За словами Штреля, він дав орлу скіпетр і кулю. Він домовився з фризьким Нассаусом про титул князівства Оранського, хоча воно було окуповане Францією. Крім Оранського герба, 29 липня 1732 року він офіційно додав до герба країни герби Веєра і Вліссінгена. Король також додав до свого герба символ Східної Фризії, вимагаючи її на випадок, якщо принц помре без спадкоємця. Серед 36 чвертей з'явився четвертий новий герб.
31 травня 1740 року Фрідріх II став королем. Після смерті імператора Карла VI він висунув претензії на герцогство Сілезія і оголосив війну доньці і спадкоємиці Карла, Марії Терезії Австрійській, тим самим розпочавши Сілезькі війни.
17 серпня 1786 року за Фрідріхом II прийшов його племінник Фрідріх Вільгельм II. У 1791 роціФрідріх Вільгельм II успадкував володіння франконських молодших гілок (Ансбах і Байройт) дому Гогенцоллернів. Проте з міркувань економії офіційні печатки залишилися без змін.
16 листопада 1797 року Фрідріх Вільгельм III посів трон і 3 липня 1804 року змінив герб. Необхідні зміни зробила організація Німеччини Наполеоном I. Для Сілезії було створено новий щит, який містив 42 частини. Навколо щита також додано орден Червоного Орла Франконської лінії.
Після падіння Наполеона Пруссія отримала великі території на Рейні та в Саксонії. Тому 9 січня 1817 року було видано новий герб. Кількість секторів зросла до 48, включаючи коней Вестфалії та Нижньої Саксонії. Кількість гербів було зменшено до чотирьох: чорний орел Пруссії, червоний орел Бранденбурга замість скіпетра, бургграфство Нюрнберг (щоправда, передане Баварії) і власне Гогенцоллерн.
Потім було видано так звані «середні герби»: щит із тими самими чотирма гербами та десятьма полями для Сілезії, Рейнської області, Познані, Саксонії, Померанії, Магдебургу, Юліх-Клеве-Бергу та Вестфалії. Композиція була оточена Орденом Чорного Орла і трималося двома дикими людьми з палицями.
Також було легалізовано малий герб, який вже використовувався на монетах 1790-х років.
7 грудня 1849 року Фрідріхом Вільгельмом IV, який посів престол за своїм батьком 7 липня 1840 р., були анексовані володінн Швабських ліній Гогенцоллерн-Зігмарінген і Гогенцоллерн-Гегінген.
2 січня 1861 року за Фрідріхом Вільгельмом IV престол посів його брат Вільгельм I. 11 січня 1864 року він змінив герб, поєднавши герби Нюрнберга та Гогенцоллерна. Після Другої шлезвізької війни 1864 року та Австро-прусської війни 1866 року Пруссія анексувала Шлезвіг, Гольштейн, Ганновер, Гессен-Кассель і Нассау. 18 січня 1871 року під час об'єднання Німеччини король Пруссії Вільгельм I став Вільгельмом I, німецьким імператором. У новоствореній Німецькій імперії домінуючою державою стало королівство Пруссія.
16 серпня 1873 року Вільгельм видав указ про новий герб. Кількість полів знову стала 48 з трьома щитками. Було додано ланцюги орденів Дому Гогенцоллернів та Ордену Прусської корони. На куполі сіні розмістили девіз.
Середній герб 1873 року більш чітко показує зміни, пов'язані з додаванням Шлезвіг-Гольштейну, Ганновера і Гессен-Касселя та вилученням Магдебурга і Клівес-Юліх-Берга.

Герб Королівства Пруссія (1871-1918), часів Вільгельма II

Сім'я Гогенцоллернів використовує девіз Nihil Sine Deo (англ. Nothing Without God). Родовий герб, вперше прийнятий у 1192 році, починався як простий щит із чвертьполями черні та срібла. Століттям пізніше, у 1317 році, Фрідріх IV, бургграф Нюрнберга, додав у клейнод голову та плечі собаки. Пізніше четвертування відображало шлюби спадкоємиць у родині.

## Вільна держава Пруссія
Після падіння дому Гогенцоллернів у 1918 році Королівство Пруссія перетворилося на Вільну державу Пруссія в складі Веймарської республіки. На новому гербі Пруссії був зображений один чорний орел, зображений у більш природному, ніж у геральдичному стилі. Будучи частиною нацистської Німеччини, починаючи з 1933 року герб вільної держави зображував єдиного чорного орла, більш стилізованого, ніж раніше, але не в геральдичній манері, зі свастикою та фразою «Gott mit uns». Закон про рейхсгубернаторство 1935 року позбавив прусського уряду всієї фактичної влади.

Герб Вільної держави Пруссії у складі Веймарської республіки (1918-33)
Зброя Вільної держави Пруссії після нацистського Закону про рейхсгубернаторство1933 року

## Розпад Пруссії
У 1947 році, після Другої світової війни, держава Пруссія була розпущена союзниками, що призвело до втрати її герба.
Чорний орел на білому зображений на гербі Саксонії-Ангальт, що символізує прусську Саксонію. Прусський орел також зображений на гербі району Зальцланд в землі Саксонія-Ангальт, а також колишнього району Ашерслебен-Штасфурт.

Чорний орел на червоному полі зображений на гербі Вармінсько-Мазурського воєводства в Польщі, що відповідає південній частині Східної Пруссії.

Герб землі Саксонії-Ангальт Німеччини
Герб Зальцланду
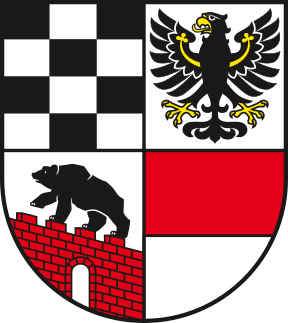
Герб Ашерслебен-Штасфурт, 1995–2007
Герб Вармінсько-Мазурського воєводства Польщі